# Saraghrar
El Saraghrar és una muntanya que s'alça fins als 7.340 msnm. És el quart cim independent més alt de l'Hindu Kush, una gran serralada situada entre l'Afganistan i el Pakistan. El massís del Saraghrar és una enorme i irregular altiplà situat a uns 7.000 msnm, protegit per totes bandes per enormes parets de granit i gel. Els seus diferents cims no han estat ben estudiats, i la informació facilitada per les diferents expedicions que han visitat la zona és sovint enganyosa. Els principals cims són: NE o Saraghrar I (7.340 m), NW (7.300 m), SW (7.148 m), S (7.307 m) i SE (7.208 m).

## Ascensions
El 1958, un equip britànic dirigit per Ted Norrish va fer un primer intent al cim del nord-est (7.340 m). Aquesta expedició finalitzà prematurament per la mort del membre de P. S. Nelson.
El 24 d'agost de 1959, el cim nord-est va ser escalat per primera vegada per un equip italià dirigit per Fosco Maraini. Aquesta expedició també incloïa a Franco Alletto, Giancarlo Castelli, Paolo Consiglio, Carlo Alberto " Betto " Pinelli (tots quatre van fer el cim), Silvio Jované, Franco Lamberti (metge de l'expedició) i Enrico Leone, tots membres del Club Alpino Italiano. Van ascendir a través de la glacera Niroghi, al nord-est del massís.
El 24 d'agost de 1967 Satoh Yukitoshi i Hara Hirosada, membres d'una expedició japonesa dirigida per Kenichiro Yamamoto van arribar al cim Sud per primera vegada per la glacera de Rosh-Gol.
El 1971 Nagano, membre d'una expedició japonesa dirigida per Akiyama Reiske, van coronar per primera vegada el cim SW el 29 de juliol.
Tres expedicions catalanes van intentar el cim NW els anys 1975, 1977 i 1982 a través d'una ruta rocosa. El 9 d'agost de 1982, Juan López Díaz (líder de l'expedició), Enric Lucas Llop i Nil Bohigas i Martorell van arribar al cim NW II (7.200 m).
El 29 de juliol de 2005, cinc membres d'una expedició suïssa dirigida per Jean-Michel Zweiacker coronaren per primera vegada el cim SE (7.208 m).
El 10 de setembre de 2021, els alpinistes georgians Archil Badriashvili, Giorgi Tepnadze i Baqar Gelashvili varen aconseguir la primera ascensió del cim NW (7.303 m).